# Lasioglossum calceatum
Lasioglossum calceatum – gatunek pszczoły z rodziny smuklikowatych.
Samice podobne do wielu innych pseudosmuklików (Lasioglossum), ubarwione brązowo, z białymi plamkami przylegającego owłosienia u nasady tergitów. Samce różnią się od podobnego gatunku L. albipes m.in. kolorem wargi górnej (ciemna u L. calceatum, żółta u L. albipes). 
W południowej części swojego zasięgu, smuklik ten jest prymitywnie eusocjalny, na północy natomiast może prowadzić samotny tryb życia. Przyjmowanie przez samice samotnej lub społecznej strategii życiowej nie jest zależne tylko od warunków środowiska, ale ma swoją komponentę genetyczną. 
L. calceatum to generalista pokarmowy, z preferencją w stronę złożonych.

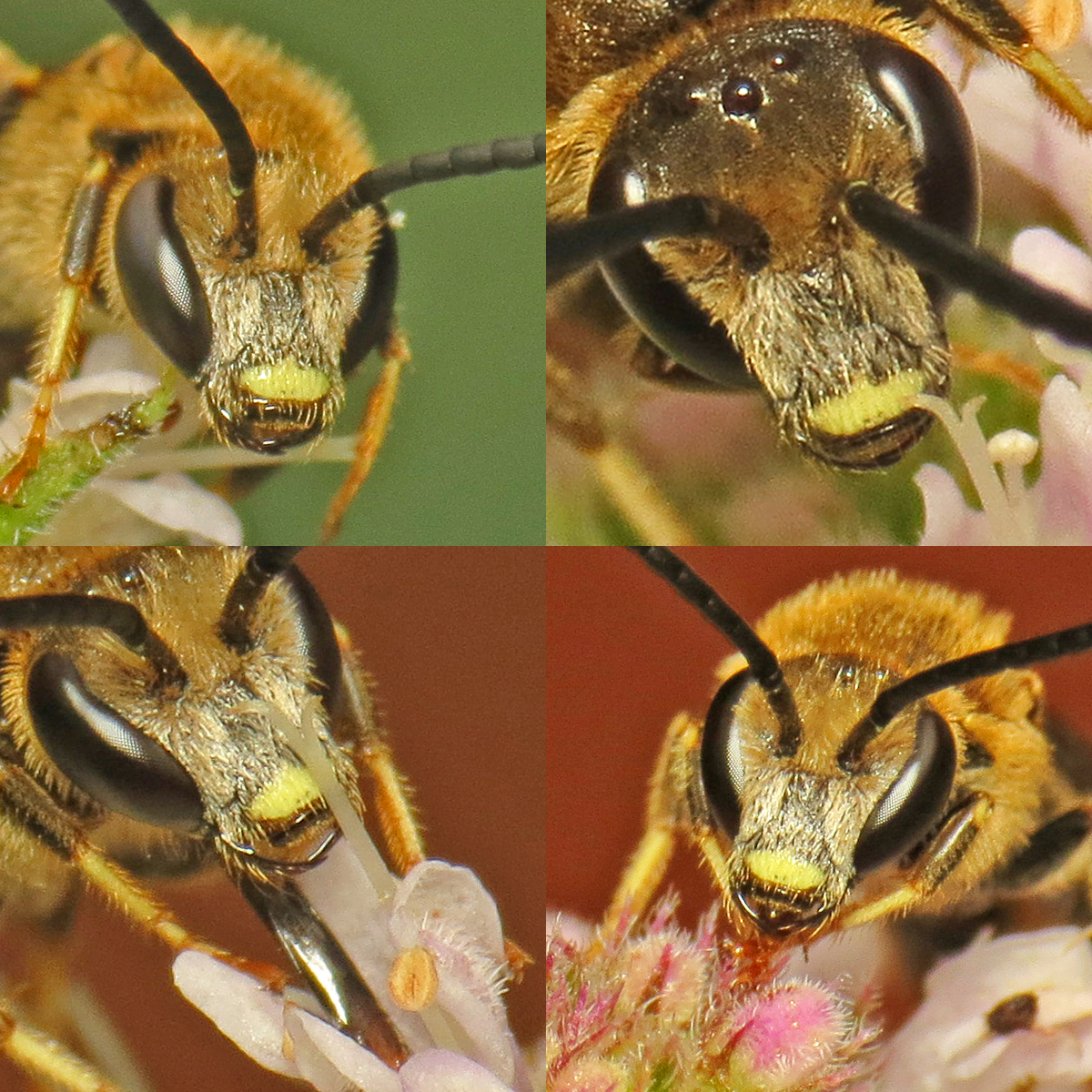
Samiec Lasioglossum calceatum.
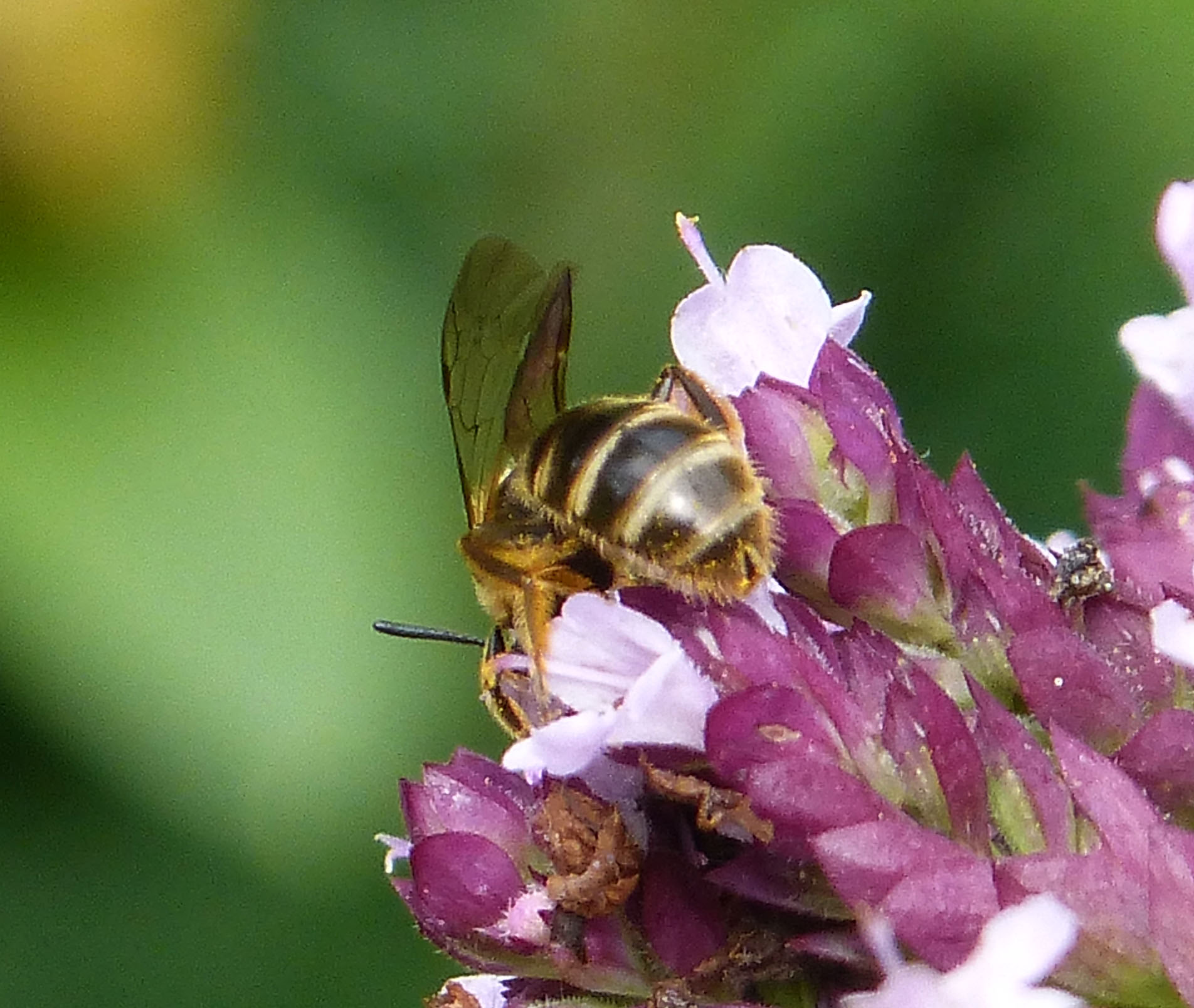
Samica L. calceatum. Widoczne plamy białego owłosienia u nasady tergitów i rima (charakterystyczna dla samic smuklików i pseudosmuklików bruzda na tergicie 5[6]).